# Michaël VIII Palaiologos

Byzantium in 1265.

Michaël VIII Palaiologos (Grieks: Μιχαήλ Η΄ Παλαιολόγος, Mikhaēl VIII Palaiologos) (Klein-Azië, 1224/1225 – Thracië, 11 december 1282) was van 1261 tot 1282 keizer van het Byzantijnse Rijk. Hij is de stichter van de laatste dynastie van keizers van Byzantium, de Paleologen.
Na de dood van Theodoros II Laskaris kroonde generaal Michaël zich in het keizerrijk Nicea tot medekeizer, naast de jonge Johannes IV Laskaris, de wettelijke troonopvolger. Dit leidde tot grote woede van de despoot van Epirus, ook een Doukai en van dezelfde adellijke familie der Komnenen, maar gaf ook intern wrevel bij de Byzantijnse adel waar Michaël als een usurpator aanzien werd. Dit leidde tot de Slag bij Pelagonia (1259), een kantelmoment in de heropstanding van het Byzantijnse rijk, met de overwinning van Michaël op rechtstreekse concurrenten. Michaël had één groot doel: het Latijnse Keizerrijk in Byzantium omver te werpen. Constantinopel probeerde hij eerst in te nemen met geweld (Beleg van Constantinopel 1260) wat mislukte; in een tweede poging lukte het door een list in samenwerking met de republiek Genua, na het Verdrag van Nymphaeum (1261). De laatste Latijnse keizer, Boudewijn II van Namen, vluchtte naar Euboea. Michaël liet zich kronen in de Hagia Sophia en organiseerde restauratiewerken van de vernielde en uitgebrande gebouwen.
Eenmaal aan de macht zette hij Johannes IV af en liet hem de ogen uitsteken. Alhoewel hij erin slaagde de kroon te zetten op het werk van zijn Laskarische voorgangers en Constantinopel de hoofdstad van het rijk te maken, was hij volledig geïsoleerd. Zijn grootste tegenstander was Karel van Anjou, die Zuid-Italië beheerste.
Via de diplomatieke weg probeerde hij uit de impasse te geraken. Een doorbraak was het Tweede concilie van Lyon in 1274, een poging om het Oosters Schisma te beëindigen. Met de unie van katholieke en orthodoxe kerken wenste hij, zijn rijk te bewaren tegen Turkse Mammelukken. De toenadering met Rome sloeg grote wonden in de Byzantijnse kerkgemeenschap, maar Michaël zette door. Deze toenadering werd bovendien door de nieuwe Paus Martinus IV ongedaan gemaakt (1281). Paus Martinus IV deed volledig wat Karel van Anjou hem vroeg. Samen met Karel van Anjou werden plannen beraamd om Constantinopel te heroveren. De troepen werden samen gebracht op Sicilië. Door de Siciliaanse Vespers kelderden deze invasieplannen van Anjou.
Toch kon Michaël niet het hele rijk weer herenigen. Er waren nog rivaliserende Griekse vorstendommen zoals Epirus en Trebizonde. Dit probleem werd nooit meer opgelost. Aan de oostgrens nam de druk van Mammelukken en Mongolen zwaar toe en Klein-Azië ging verloren voor het Byzantijnse rijk.
Hij werd opgevolgd door zijn zoon Andronikos II.